# 藤山新太郎
藤山 新太郎（ふじやま しんたろう、1954年12月1日 - ）は、日本のマジシャン。伝統的な日本奇術「手妻」を継承する数少ないマジシャンのひとり。父は漫談師の南けんじ。

## 人物
紋付袴の正装で舞台に立ち、邦楽に合わせて「蝶のたはむれ」「水芸」「お椀と玉」などの和妻を得意とする。それらの伝統を守りつつ、現代でも不思議に見えるようアレンジし、日本国内のみならず外国にも広く知られる。また、クロースアップ・マジックや洋装ステージマジックも行ない、カバーする分野は広い。
現代では少なくなった師弟制度を維持している。弟子には 藤山晃太郎、藤山大樹などがいる。弟子たちは鼓、太鼓、長唄、日本舞踊なども稽古する。マジック界の抱える問題や、アマチュア、プロマジシャンとしての心得・個性、師弟の関係などについて、豊富な経験から論じる理論書を多数著している。

## 経歴
東京都大田区生まれ。日本大学卒業。
松旭斎清子（しょうきょくさいきよこ）に師事し、1966年、12歳でマジシャンとして初舞台を踏む。以後、10回近い海外公演を成功させ、数多くの賞を受賞。マジックキャッスルには26歳で出演した。1988・1994・1998年に文化庁芸術祭賞を受賞した（3度の受賞は同賞初）。
1991年、東京イリュージョン株式会社を創立。
1992年、SAM（アメリカマジシャン協会）日本地域局会長に就任。日本奇術界の発展の一環として、国際交流などの舞台に多く登場している。
2000年、FISMリスボン（ポルトガル）大会のガラショー（特別ステージ）にゲスト出演。
2007年にニュース番組でコインマジックの種明かしがされたことに対し、「犯罪と無関係な種明かしを繰り返しており、違法。手品用のコインは高価な上、練習や手順構成の考案など仕事に結び付くまで時間がかかるが、放送は一瞬で財産的価値を奪った」と述べ、放送した日本テレビとテレビ朝日に計約190万円の損害賠償や謝罪放送を求める訴えを同年5月1日東京地裁に起こしたが、一審は敗訴。

## 著書
- 『手妻のはなし　失われた日本の奇術』2009年、新潮社（新潮選書）、ISBN 978-4-10-603647-7
- 『そもそもプロマジシャンというものは』2010年、（東京堂出版）、ISBN 978-4490206869
- 『タネも仕掛けもございません 昭和の奇術師たち』2010年、（角川学芸出版）、ISBN 978-4047034761
- 『天一一代―明治のスーパーマジシャン』2012年、エヌティティ出版、ISBN 978-4757150829
- 『たけちゃん、金返せ。 : 浅草松竹演芸場の青春』2018年、論創社、ISBN 978-4-8460-1740-8